# Harry Christophers

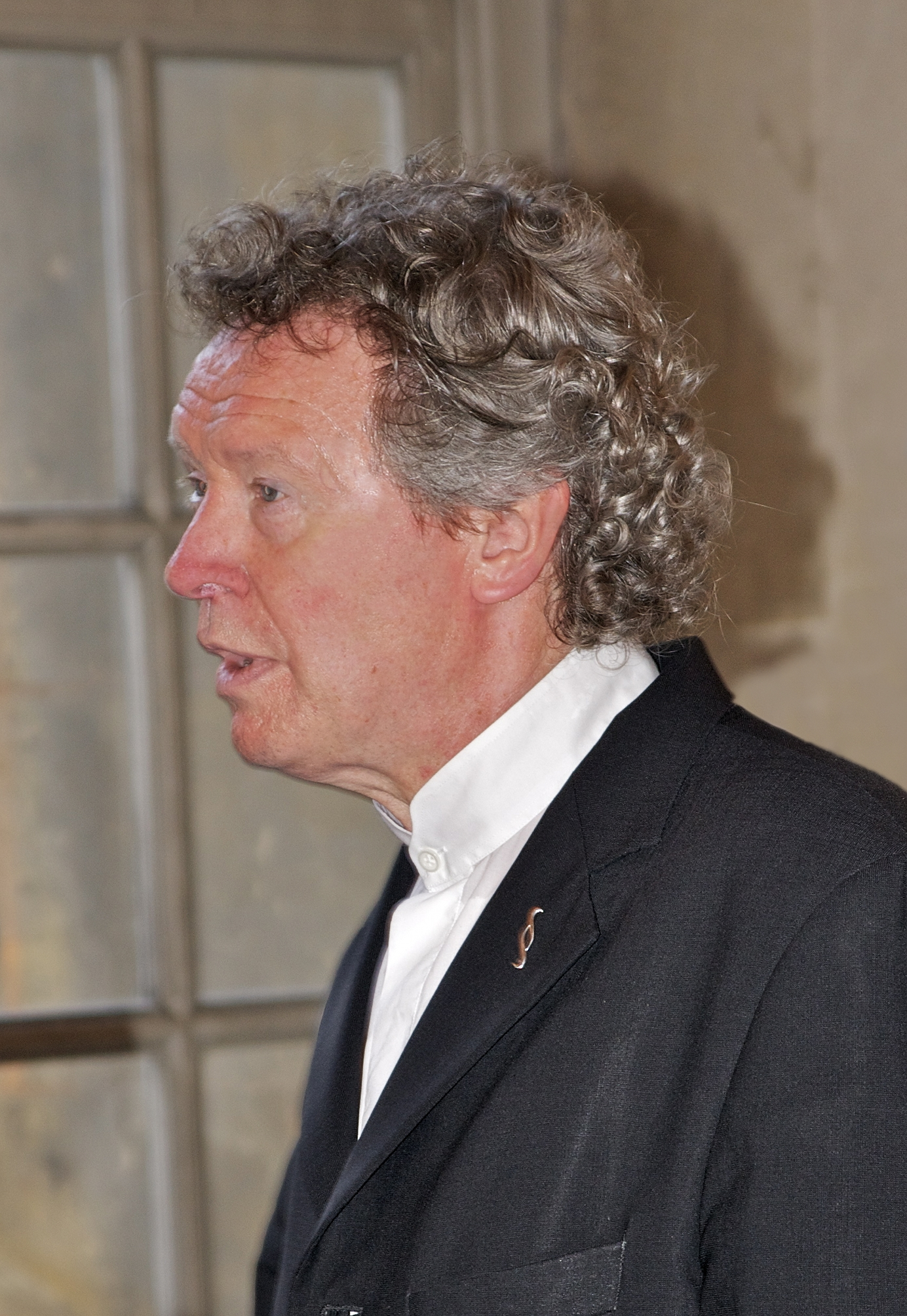
Harry Christophers en Versailles, Francia, 25 de junio de 2012

Harry Christophers (Goudhurst, Kent, Inglaterra; 26 de diciembre de 1953) es un director de orquesta británico. En la actualidad es el principal director invitado de la Orquesta Ciudad de Granada, Director Artístico de la Boston's Handel Society, y fundador del coro y orquesta de instrumentos históricos The Sixteen. Es considerado uno de los mayores especialistas en música barroca y renacentista del momento. 

## Biografía
Christophers asistió al King's School, Canterbury, trabajando como corista en la Catedral de Canterbury bajo la dirección del director de coro Allan Wicks y tocando el clarinete en la orquesta de la escuela junto a Andrew Marriner. Posteriormente, entró a formar parte del coro del Magdalen College, Oxford, estudiando Filología clásica durante deo años antes de iniciar su carrera musical. Ha citado como sus influencias musicales durante la infancia a los The Rolling Stones, Brahms, Mahler, Stravinsky y Jethro Tull.
En 1979 fundó la agrupación coral The Sixteen, a la que dirigió en una gira de conciertos por Europa, América y el Lejano Oeste consiguiendo una buena reputación por sus interpretaciones de la música del Renacimiento, Barroco y del siglo XX. 
En el año 2000 creó el ciclo «A Choral Pilgrimage» (Una peregrinación coral), una gira anual de conciertos que lleva la música anterior a La Reforma a las principales catedrales del Reino Unido. El gran éxito obtenido por esta iniciativa ha consolidado el ciclo como una de las citas musicales más importantes del país.
En septiembre de 2008 fue nombrado Director Artístico de la Boston's Handel Society, y en octubre de ese mismo año fue galardonado con el Doctorado Honorífico en Música por la Universidad de Leicester. 
Como direstor invitado, Harry Christophers disfruta de una relación muy especial con Orquesta Filarmónica de la BBC. Dirige también habitualmente formaciones como Academy of Saint Martin in the Fields, la Orquesta de la Comunidad de Madrid, The Hallé, London Symphony Orchestra, y San Francisco Symphony Orchestra.

## Grabaciones
Christophers ha contribuido significantemente al catálogo de grabaciones, habiendo grabado casi 90 títulos por los que ha sido galardonado con numerosos galardones incluyendo en Grand Prix du Disque por El Mesías de Handel, numerosos Schallplattenkritik, el Gramophone Award de Música Antigua y más recientemente, el prestigioso Classical Brit Award 2005 por su disco Renaissance. Su disco IKON obtuvo una nominación a los Premios Grammy de 2007, y su segunda grabación de El Mesías de Händel con el sello propio de The Sixteen CORO ganó en prestigioso MIDEM Classical Award de 2009. 